# Rally Eco Bulgaria

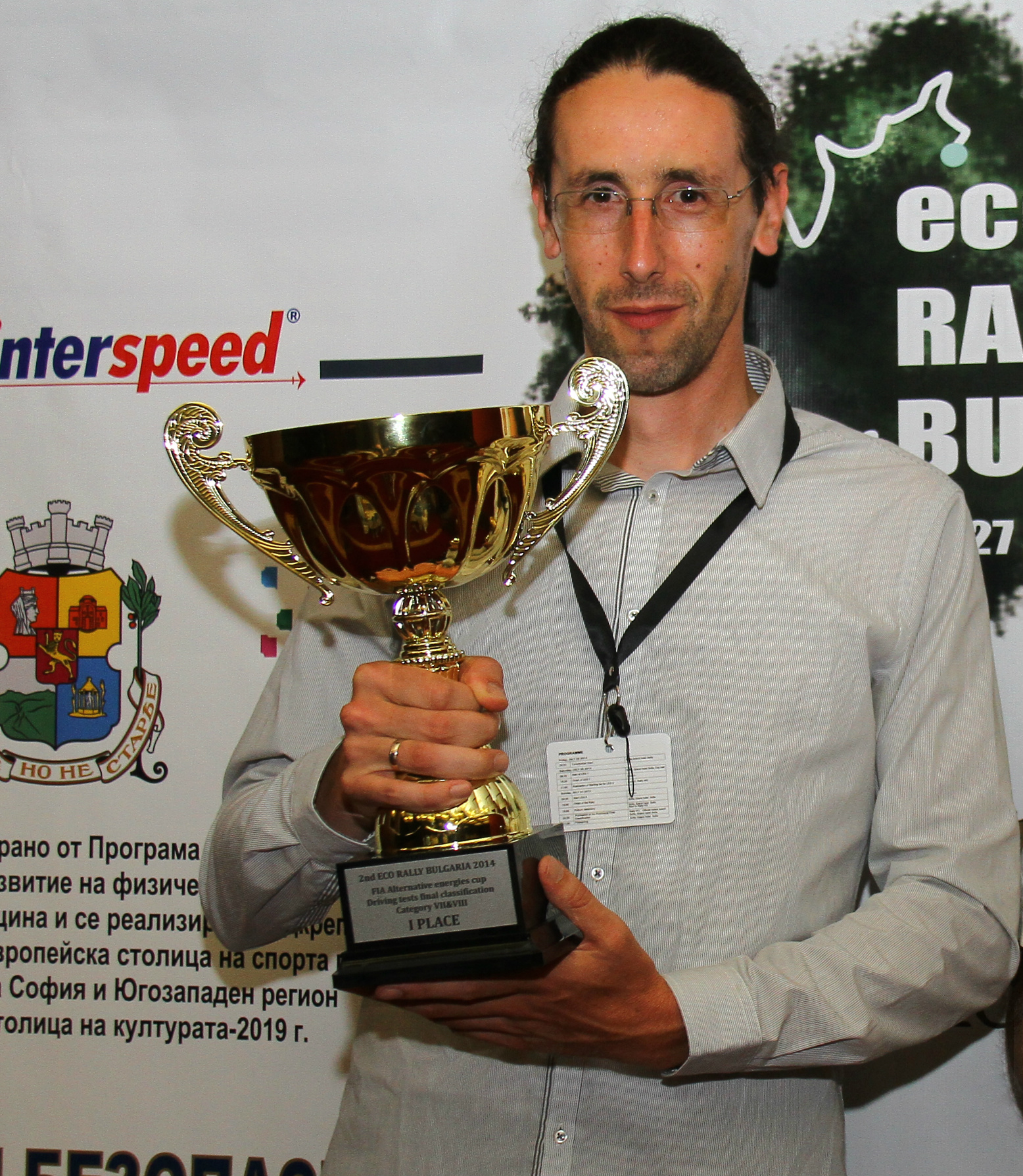
Kalin Dedikov dopo la vittoria nell'edizione 2014

Il Rally Eco Bulgaria è una competizione automobilistica con partenza e arrivo a Sofia, riservata a veicoli alimentati tramite fonti di energia alternativa e inserita dal 2013 al 2015 nel programma del Campionato del mondo FIA energie alternative e dal 2017 al 2018 della FIA E-Rally Regularity Cup.

## Albo d'oro

### FIA Alternative Energies Cup (2013-2015)
| Edizione | 1º posto                                            | 2º posto                                               | 3º posto                                            |
| -------- | --------------------------------------------------- | ------------------------------------------------------ | --------------------------------------------------- |
| 2013     | Massimo Liverani (pilota) Fulvio Ciervo (co-pilota) | Guido Guerrini (pilota) Isabelle Barciulli (co-pilota) | Elvis Georgiev (pilota) Elena Pisarska (co-pilota)  |
| 2013     | Abarth 500                                          | Alfa Romeo Mito                                        | Infiniti M35                                        |
| 2014     | Kalin Dedikov (pilota) Georgi Pavlov (co-pilota)    | Guido Guerrini (pilota) Isabelle Barciulli (co-pilota) | Massimo Liverani (pilota) Fulvio Ciervo (co-pilota) |
| 2014     | Great Wall C30                                      | Alfa Romeo Mito                                        | Abarth 500                                          |
| 2015     | Massimo Liverani (pilota) Fulvio Ciervo (co-pilota) | Nicola Ventura (pilota) Guido Guerrini (co-pilota)     | Kalin Dedikov (pilota) Georgi Pavlov (co-pilota)    |
| 2015     | Alfa Romeo Giulietta                                | Abarth 500                                             | Great Wall C30                                      |

### FIA Electric and New Energy Championship (2017-2018)
| Edizione | 1º posto                                              | 2º posto                                               | 3º posto                                         |
| -------- | ----------------------------------------------------- | ------------------------------------------------------ | ------------------------------------------------ |
| 2017     | Fuzzy Kofler (pilota) Franco Gaioni (co-pilota)       | Svetoslav Dojčinov (pilota) Guido Guerrini (co-pilota) | Kalin Dedikov (pilota) Georgi Pavlov (co-pilota) |
| 2017     | Tesla S 90                                            | Hyundai Ioniq                                          | Renault Zoe                                      |
| 2018     | Didier Malga (pilota) Anne-Valérie Bonnel (co-pilota) | Javier Moltó (pilota) Loren Serrano (co-pilota)        | Kalin Dedikov (pilota) Georgi Pavlov (co-pilota) |
| 2018     | Renault Zoe                                           | BMW i3                                                 | BMWi3                                            |